# Mike D'Antoni
Pour les articles homonymes, voir D'Antoni.
Mike D'Antoni, né le 8 mai 1951 à Mullens en Virginie-Occidentale, est un joueur puis entraîneur italo-américain de basket-ball.
Recruté en vingtième position de la draft 1973 de la NBA par les Kings de Kansas City-Omaha, il évolue en National Basketball Association (NBA), 150 matchs, et American Basketball Association (ABA), 30 matchs, avant de rejoindre le championnat italien où il devient l'un des meilleurs joueurs de celui-ci, étant meilleur meneur du siècle en Italie en 1990. Il détient de nombreux records individuels au sein du club de l'Olimpia Milan avec lequel il remporte deux Coupes des clubs champions en 1987 et 1988, une Coupe Korać en 1985, cinq championnats d'Italie en 1982, 1985, 1986, 1987, 1989, deux Coupes d'Italie en 1986, 1987 et une Coupe intercontinentale en 1987.
Il commence ensuite une carrière d'entraîneur, d'abord avec son club de Milan, puis avec le Benetton Trévise, remportant deux nouveaux trophées européens, la Coupe des Coupes 1995 avec Benetton Trévise et la Coupe Korać en 1993 avec Milan, deux titres de champion d'Italie en 1997 et 2002 et une Coupe d'Italie 1995 avec Trévise. Après une première saison à la tête des Nuggets de Denver, il occupe le poste d'entraîneur des Suns de Phoenix, remportant un titre d'entraîneur de l'année en 2005. Il entraîne les Knicks de New York puis en 2012, il est nommé entraîneur des Lakers de Los Angeles, poste dont il démissionne en 2014. Le 1er juin 2016, il est officiellement nommé entraîneur des Rockets de Houston, poste qu'il occupe jusqu'au terme de la saison 2019-2020.

## Biographie

### Carrière de joueur

#### Carrière universitaire
Mike D'Antoni effectue son cursus universitaire avec le Thundering Herd, de l'université Marshall à Huntington en Virginie-Occidentale. Il joue pendant trois saisons, de 1970-1971 à 1972-1973 pour un total de quatre-vingt rencontres, cinquante-neuf victoires et vingt-et-une défaites, pour des moyennes de 15,3 points, 4,5 rebonds et 8,2 passes. Son total de 659 passes constitue le record de son école ; son total de points est de 1 227.

#### Carrière en NBA et ABA
Il est choisi en vingtième position de la Draft 1973 de la NBA par les Kings de Kansas City-Omaha. Il est alors le sixième joueur de l'école à figurer dans une Draft de la NBA. Lors de sa première saison en National Basketball Association (NBA), il dispute cinquante-deux rencontres avec des moyennes de 4,8 points, 1,8 rebond et 2,4 passes et 1,4 interception. La saison suivante, ses statistiques sont de 2,5 points, 1,1 rebond, 1,6 passe, 1,0 interception pour un temps de jeu d'un plus de 11 minutes par rencontres. Lors de cette saison, il dispute les quatre dernières rencontres de la série des playoffs opposant sa franchise aux Bulls de Chicago, série remportée quatre à deux par ces derniers. Ses moyennes sur cette série sont de 4,5 points, 1,8 rebond, 0,3 passe, 1,0 interception. Il commence sa troisième saison en NBA avec les Kings, devenus Kings de Kansas City mais son contrat est rompu après neuf rencontres. Il rejoint la franchise des Spirits of St. Louis qui évolue dans l'autre ligue professionnelle, l'American Basketball Association. Il dispute un total de cinquante rencontres avec cette franchise, pour des moyennes de 3,5 points, 1,5 rebond, 2,3 passes et 1,3 interception. Son pourcentage de 3,59 interceptions en carrière le place au troisième rang de l'histoire de la ABA. Au mois d'août 1976, il signe un contrat en tant qu'agent libre, free agent, avec les Spurs de San Antonio, club avec lequel il dispute deux rencontres avant de se voir libérer de son contrat le 22 novembre de la même année.

#### Italie: Olimpia Milan
Il rejoint l'Italie en 1977 pour évoluer avec le club de l'Olimpia Milan. Il évolue alors en Serie A2, deuxième niveau italien, mais dispute toutefois ses premières rencontres sur la scène européenne, en Coupe des coupes, en raison de la victoire du club dans cette compétition la saison précédente. Sa première saison se solde par des statistiques de 10,5 points, 2,8 rebonds et 1,5 passe en Serie A2 et une remontée dans l'élite du basket-ball italien. Il est conservé lors de la saison suivante par le nouvel entraîneur Dan Peterson. Malgré un essai lors d'un camp d'entraînement avec les Bulls de Chicago, il décide de retourner en Italie. Avec le club de Milan, il évolue durant neuf saisons sous la direction de Dan Peterson. Il dispute sa première finale du championnat en 1979, finale perdue deux à zéro face à la Virtus Bologne. Les deux années suivantes, Milan s'incline en demi-finale du championnat, les deux fois face au club de Cantù. Des changements à la tête du club de Ignis Varese permettent à Milan de recruter Dino Meneghin, qui a remporté sept titres de champion d'Italie et cinq Coupes des clubs champions avec Varèse. Bien que celui-ci, perturbé par une blessure au genou, produise des statistiques en baisse par rapport à ses années précédentes, ce renfort s'avère décisif et en 1982, Mike D'Antoni remporte enfin son premier titre, le vingtième pour son club, battant en finale du championnat d'Italie le Scavolini Pesaro. Cela permet au club de disputer la Coupe des clubs champions, compétition de clubs la plus prestigieuse en Europe, lors de la saison suivante. C'est Cantù qui prive Milan de la victoire en s'imposant en finale. Milan dispute une autre finale lors de cette même saison, avec le championnat d'Italie, mais s'incline face à Banco di Roma. La saison suivante, le club perd deux nouvelles finales, la coupe des Coupes, battu par le Real Madrid et le championnat, face à la Virtus Bologne. En 1985, D'Antoni et Milan remportent deux succès : la Coupe Korać, aux dépens d'un autre club italien, le Ciao Crem Varese et le championnat d'Italie en s'imposant face à Pesaro. Lors de la saison 1985-1986, il remporte de nouveau le championnat grâce à une victoire face à Mobilgirgi Caserta, remporte la coupe d'Italie, et termine à la troisième place de la poule finale de la coupe des clubs champions,.
En 1986, Milan reçoit le renfort de Bob McAdoo, NBA Most Valuable Player de la saison NBA 1974-1975 et trois fois consécutivement meilleur marqueur de la ligue américaine, de 1974 à 1976. Le club italien termine en tête, avec le Maccabi Tel-Aviv de la poule finale de la coupe des clubs champions 1987. Milan s'impose à Lausanne sur le score de 71 à 69. Le club réalise un triplé en s'imposant également en coupe d'Italie, pour la deuxième fois consécutive face à Pesaro, et comme en 1986 face à Caserte en championnat. Il retrouve les parquets américains lors du premier Open McDonald's disputé à Milwaukee : lors du premier match opposant Milan aux Bucks de Milwaukee, ceux-ci s'imposent de peu 123 à 111. Milan s'incline ensuite face à l'URSS 135 à 108, les Bucks remportant finalement le tournoi en s'imposant 127 à 100 face à l'URSS. Le mois précédent, Milan remporte la Coupe intercontinentale sur le score de 100 à 84 face à Barcelone. La saison suivante, Milan retrouve le Maccabi Tel-Aviv en finale de la coupe des clubs champions, qui se déroule pour la première fois de son histoire sous la forme d"un Final Four. Lors de celui-ci disputé à Gand, D'Antoni inscrit deux points lors de la demi-finale face à l'Aris Salonique, avec 39 points de Bob McAdoo, puis 17 points, 2 rebonds, 1 passe, deux interceptions en 40 minutes lors de la victoire 90 à 84 en finale. En Italie, Milan s'incline en finale du championnat face à Pesaro. En 1989, Mike D'Antoni dispute une huitième finale de championnat consécutive, remportant un cinquième titre en s'imposant face à Enichem Livorno. C'est un club italien, Vismara Cantù, qui met un terme à la campagne européenne du club milanais, en s'imposant en demi-finale de la Coupe Korać. Mike D'Antoni dispute une dernière saison en 1989-1990, saison terminée en huitième de finale du championnat et en poule finale en coupe des clubs champions.
Au total, il dispute 452 matchs avec le club de Milan, inscrit 5 573 points, réussit 1 138 passes, 1 466 interceptions, détenant les meilleurs totaux du club pour toutes ses statistiques. Ses 1 313 rebonds le placent au troisième rang du club. Il est par ailleurs le joueur ayant réussi le plus de tirs avec 2 063, le plus de tirs à deux points, 1 543, le plus de tirs à trois points avec 520 et le deuxième pour le nombre de lancer francs réussis avec 927 avec Roberto Premier. Ses moyennes sont de 12,3 points, 2,9 rebonds et 2,5 passes.
Grâce à des ancêtres italiens, il possède la nationalité italienne. Il évolue avec l'équipe d'Italie en 1989, disputant le championnat d'Europe 1989 à Zagreb en Yougoslavie. Il dispute quatre rencontres, pour un total de 14 points, et une moyenne de points de 3,5 par rencontre.

### Carrière d'entraîneur

#### Olimpia Milan
Il commence sa carrière d'entraîneur dès la saison suivante, toujours au sein du club de Milan où il prend la succession de Franco Casalini. Celle-ci se solde par une première place au terme de la saison régulière, puis l'accession à la finale du championnat où Milan s'incline en cinq manches, trois à deux, face à Phonola Caserte, 97 à 88 lors de la dernière manche,. La saison suivante, son équipe échoue en quart de finale du championnat face à Rome, en quart de finale de la Coupe d'Italie, défaite face à Pesaro, et en demi-finale de la Coupe des clubs champions, face au KK Partizan Belgrade. Lors ce dernier Final Four disputé à Istanbul, Milan, après sa défaite 82 à 75 face à Belgrade, remporte la troisième place en battant l'Estudiantes Madrid sur le score de 99 à 81. Pour sa troisième saison, il remporte son premier titre en tant qu'entraîneur en battant en finale de la Coupe Korać le club italien de la Virtus Roma. Comme la saison précédente, Milan échoue en quart de finale du championnat. Il dirige l'équipe de nouveau lors de la saison 1993-1994, saison où le club s'incline en quart de finale du championnat, et en demi-finale de la Coupe Korać.
Son bilan à la tête du club est de 92 victoires sur 141 rencontres de championnat, phase régulière ou playoffs, et 37 victoires sur 48 rencontres européennes.

#### Benetton Trévise
Il prend la direction de l'équipe du Benetton Trévise, autre club important du championnat italien. Dès sa première saison à la tête de l'équipe, il remporte un titre européen, la Coupe d'Europe, compétition qui a pris la succession de la Coupes des Coupes. Il s'impose en finale face au club espagnol du Tau Vitoria sur le score de 94 à 86, le bilan européen sur cette saison étant de quinze victoires et trois défaites. En Italie, Trévise remporte la Coupe, aux dépens de Pallacanestro Trieste, termine à la troisième place de la phase régulière du championnat puis se qualifie pour la finale de celui-ci, s'inclinant trois à zéro face à la Virtus Bologne.
Lors de cette carrière d'entraîneur en Europe, il remporte une Coupe des Coupes, une nouvelle Coupe Korać, un championnat d'Italie et une coupe d'Italie. Lors de sa deuxième saison, son équipe termine sa saison européenne en quarts de finale de la Ligue des champions d’Europe, face au Panathinaïkos, deux à un, 70-67, 69-83, 65-64. En Italie, le club échoue en demi-finale du championnat, face au Fortitudo Bologne. D'Antoni dirige de nouveau l'équipe lors de la saison 1996-1997, saison où le club atteint la finale de la Coupe Korać, perdue face à l'Aris Salonique. Le club de Trévise termine en tête de la phase régulière du championnat, puis remporte le titre de champion lors de la cinquième manche de la série l'opposant à la Fortitudo Bologne.

#### Nuggets de Denver
À l'issue de ces trois saisons, 83 victoires en 119 rencontres de championnat, 38 victoires sur 51 rencontres de coupes européennes, il retourne alors dans son pays d'origine pour tenter sa chance en NBA. Il passe une première saison aux Nuggets de Denver avant de devenir entraîneur l'année suivante. Celle-ci se termine sur un bilan de quatorze victoires et trente-six défaites, sixième place de la Division Midwest. Il est démis de son poste par le general manager Dan Issel, qui prend sa succession en tant qu'entraîneur.

#### Suns de Phoenix (2003-2008)
Il effectue la saison suivante en tant que scout des Spurs de San Antonio avant de devenir entraîneur assistant des Trail Blazers de Portland lors de la saison 2000-2001.
Il revient alors une saison en Italie où il remporte un nouveau titre de champion avec le Benetton Trévise. Jerry Colangelo, alors à la tête du groupe d'investissement qui possède les Suns, se rend en Italie pour rencontrer Mike D'Antoni, puis lui offre un poste d'assistant auprès de Frank Johnson. La saison suivante, après un bilan de huit victoires et treize défaites, il est désigné entraîneur en chef de la franchise le 10 décembre 2003. Il y met peu à peu en place la stratégie offensive dite du run and gun. Son bilan sur la fin de la saison est de vingt-et-une victoires et quarante défaites. Cette fin de saison est mise à profit pour soulager la masse salariale, le transfert important de cette époque étant le départ de Stephon Marbury pour les Knicks de New York dans un échange qui voit également Penny Hardaway et Cezary Trybanski rejoindre les Knicks contre Antonio McDyess, Howard Eisley, Charlie Ward, Maciej Lampe, des indemnités et des droits de draft, et qui permet aux Suns de pourvoir économiser de vingt à vingt-cinq millions de dollars de salaires. Ces économies sont mises à profit pour recruter Steve Nash, alors agent libre qui ne parvient à se mettre d'accord avec Mark Cuban, son ancien propriétaire aux Mavericks de Dallas.
D'Antoni conduit son équipe au meilleur bilan de la phase régulière de la NBA lors de la saison 2004-2005. Son bilan, soixante-deux victoires et vingt défaites, une augmentation de trente-trois victoires par rapport à la saison précédente, soit la troisième meilleure progression de l'histoire de la NBA, lui permet d'être désigné entraîneur NBA de l'année avec 41 premières places et 326 points, devant l'entraîneur des Pacers de l'Indiana Rick Carlisle, 26 premières places et 241 points. Son équipe est alors la meilleure au nombre de points marqués avec 110,4 mais également la dernière du classement de la défense avec 103,3 points encaissés. Après deux victoires face aux Grizzlies de Memphis puis les Mavericks de Dallas, les Suns affrontent en finale de Conférence la meilleure défense de la ligue avec 88,4 points encaissés, les Spurs de San Antonio. Ces derniers remportent les trois premières manches, et malgré une victoire à San Antonio lors du match quatre, les Suns s'inclinent quatre à un.
En novembre 2005, il est désigné par USA Basketball pour figurer parmi les entraîneurs qui doivent assister Mike Krzyzewski auprès de la sélection américaine dans le but de reconquérir le titre olympique lors des Jeux olympiques de Pékin en 2008, objectif atteint par une victoire finale contre l'Espagne. Les autres entraîneurs sont Nate McMillan, entraîneur des Trail Blazers de Portland et Jim Boeheim, entraîneur de l'Orange de Syracuse en NCAA.
Malgré l'absence de Amar'e Stoudemire, opéré du cartilage articulaire, et une équipe pratiquement complètement remaniée avec les départs de Joe Johnson et Quentin Richardson et les arrivées de nombreux joueurs, Raja Bell, Boris Diaw, Kurt Thomas, James Jones, Eddie House, les Suns s'appuient sur leur meneur Steve Nash, qui remporte son deuxième titre de MVP, et terminent avec un bilan de cinquante-quatre victoires pour vingt-six défaites et une deuxième place dans la conférence. Un autre joueur des Suns reçoit une récompense individuelle, Boris Diaw qui obtient le titre de joueur ayant le plus progressé, Shawn Marion terminant pour sa part dans le troisième cinq NBA. Mike D'Antoni termine deuxième du vote désignant l'entraîneur de l'année avec 172 points de moins que les 419 points de Avery Johnson, entraîneur des Mavericks de Dallas. En playoffs, les Suns éliminent lors du premier tour les Lakers de Los Angeles lors de la septième et ultime manche, après avoir été mené trois à un et avoir remporté le match six sur le score de 126 à 118 après prolongation malgré les 50 points de Kobe Bryant. Lors du tour suivant, ils éliminent l'autre franchise de Los Angeles, les Clippers, de nouveau lors d'une manche décisive. Opposés aux Mavericks en finale de Conférence, les Suns s'inclinent sur le score de quatre à deux.
Durant l'été, il fait partie de l'encadrement technique de la sélection américaine qui participe au championnat du monde disputé au Japon, compétition où les Américains terminent à la troisième place après une défaite en demi-finale face à la Grèce et une victoire face à l'Argentine lors de la rencontre pour la médaille de bronze.
Grâce à la première place des Suns dans la Conférence Ouest, Mike D'Antoni est nommé entraîneur de la sélection Ouest lors du NBA All-Star Game 2007 disputé à Las Vegas. Son équipe remporte cette rencontre sur le score de 153 à 132. Pour la troisième saison consécutive, les Suns terminent à la première place de la Division Pacifique avec un bilan de soixante-et-une victoires et vingt-et-une défaites. En playoffs, ils rencontrent comme la saison précédente les Lakers au premier tour, remportant cette série en cinq rencontres. En demi-finale de Conférence, ils retrouvent les Spurs. La première rencontre est marquée par l'accrochage entre Tony Parker et Steve Nash, ce dernier, blessé au nez, ne réussissant pas un double-double pour la première fois depuis les débuts des playoffs. L'intensité augmente lorsque Stoudemire déclare que les Spurs sont une « sale équipe ». Le moment crucial de la série se déroule lors du quatrième match, disputé à San Antonio : Robert Horry commet une faute flagrante sur Steve Nash, ce qui déclenche une échauffourée. Horry est expulsé, Raja Bell reçoit une faute technique. Les Suns remportent la rencontre 104 à 98, mais c'est la décision de la NBA qui suit la rencontre qui s'avère décisive : Boris Diaw et Amaré Stoudemire, sortis du banc lors de l’échauffourée, sont suspendus pour un match. Sans pivot et privés de ses deux seuls ailiers forts, les Suns s'inclinent à domicile sur le score de 88 à 85. Les Spurs remportent la sixième rencontre à domicile pour disputer les Finales NBA.
Durant l'intersaison, Steve Kerr est nommé general manager et directeur des opérations basket. En cours de saison, peu avant le NBA All-Star Week-end, les Suns se mettent d'accord avec le Heat de Miami pour réaliser un échange, Shawn Marion se rendant en Floride, et Shaquille O'Neal rejoignant les Suns. La franchise termine à la deuxième place de sa division, et est opposée aux Spurs au premier tour des playoffs, série au terme de laquelle les Texans s'imposent sur le score de quatre manches à une.

#### Knicks de New-York (2008-2012)
En désaccord avec Steve Kerr, D'Antoni désire quitter les Suns, malgré un contrat qui lui assure encore 8,5 millions de dollars sur deux ans. Ceux-ci lui permettent d'engager des discussions avec d'autres franchises, dont les Bulls de Chicago. Finalement c'est avec les Knicks de New-York qu'il signe un contrat de quatre ans et 24 millions de dollars, club où il remplace Isiah Thomas,.
Lors des Jeux de Pekin, les Américains restent invaincus sur l'ensemble de la compétition pour renouer avec le titre olympique après l'échec des Jeux d'Athènes en 2004. Ils éliminent les tenants du titre olympique, l'équipe d'Argentine sur le score de 101 à 81 puis battent en finale les Espagnols sur le score de 118 à 107.
Dans l'optique de baisser sa masse salariale afin de pouvoir attirer un grand joueur comme LeBron James lors de l'été 2010, la franchise des Knicks réalise un transfert avec les Clippers de Los Angeles. Elle accueille Zach Randolph, gros salaire de la franchise des Knicks, ces derniers récupérant Tim Thomas et Cuttino Mobley. Le même jour, toujours dans le même but, ils échangent Jamal Crawford pour Al Harrington. La première saison de Mike D'Antoni à la tête des Knicks se termine avec un bilan de trente-deux victoires et cinquante défaites. La saison suivante, les Knicks terminent à la onzième place de la Conférence avec un bilan de vingt-neuf victoires et cinquante-trois défaites.
Auparavant, en juillet 2009, Jerry Colangelo annonce que le contrat des membres l'encadrement de l'équipe américaine est renouvelé jusqu'aux Jeux de Londres en 2012. Mike Krzyzewski, qui s'était longuement interrogé sur le fait de continuer avec la sélection, avait auparavant annoncé que pour lui, Mike D'Antoni était le bon candidat pour reprendre le poste.
Durant l'été 2010, de nombreux joueurs importants de la NBA sont free agent : LeBron James, Dwyane Wade, Chris Bosh, Amaré Stoudemire. Ce dernier signe un contrat de cinq ans et cent millions de dollars, mais ne parvient pas à convaincre LeBron James à le rejoindre à New-York.
Le même été, D'Antoni doit déclarer forfait pour le mondial 2010 pour des problèmes de dos. Il est remplacé au sein de la sélection américaine par Jay Triano, l'entraîneur des Raptors de Toronto.
Lors de saison 2010-2011, pour la première fois depuis 2000, la franchise parvient à atteindre la pause dédiée au NBA All-Star Week-end avec un bilan positif. Le lendemain de celui-ci, les Knicks réalisent un gros transfert avec l'arrivée de Carmelo Anthony en provenance des Nuggets de Denver avec Chauncey Billups en échange de Wilson Chandler, Raymond Felton, Danilo Gallinari, Timofeï Mozgov et des tours de draft. Les Knicks terminent à la sixième place de la Conférence Est, avec quarante-deux victoires pour quarante défaites et retrouvent les playoffs pour la première fois depuis la saison 2003-2004. Lors de ceux-ci, ils s'inclinent sur un sweep, quatre à zéro, face aux Celtics de Boston.
Lors de la saison 2011-2012, l’entraîneur de la franchise new-yorkaise bénéficie de l'éclosion de Jeremy Lin, joueur qui ne serait pas dans l'effectif sans les blessures de Iman Shumpert et Baron Davis. Lin permet aux Knicks d’enchaîner sept victoires consécutives à partir du 4 février. Les Knicks, qui restaient sur une série de huit victoires et une défaite depuis l’avènement de Lin, enchaînent ensuite huit défaites pour deux victoires à partir du retour de Carmelo Anthony dans l'équipe. Le 14 mars 2012 Mike D'Antoni démissionne de son poste d'entraîneur où il est remplacé par Mike Woodson. L'une des causes avancées à cette décision est le refus du propriétaire James Dolan d'accepter l'échange entre Carmelo Anthony et Deron Williams, le joueur des Nets du New Jersey. Sa collaboration avec Carmelo Anthony se solde par un bilan de 26 victoires pour 37 défaites lors des matchs joués par Carmelo Anthony contre 34 victoires et 31 défaites lorsque ce dernier est absent. Son bilan à la tête des Knicks est de 121 victoires en 288 rencontres de saison régulière, et quatre défaites en autant de rencontres en playoffs.
Le jeu intérieur de l'équipe américaine lors des Jeux olympiques de Londres, composé de deux pivots Tyson Chandler et Anthony Davis, ce dernier venant de terminer sa seule saison universitaire, et l'ailier fort Kevin Love
, est pour Mike D'Antoni une force et non une relative faiblesse comme le pensent de nombreux experts. Il estime ainsi que ce sont les adversaires de l'équipe américaine qui doivent s'adapter à son jeu rapide. Les États-Unis remportent les cinq rencontres du premier tour, puis s'imposent face à l'Australie, 119 à 86, et l'Argentine, 109 à 83 pour retrouver comme quatre ans auparavant l'Espagne en finale. Celle-ci est plus serrée que prévu mais les Américains s'imposent 107 à 100.

#### Lakers de Los Angeles (2012-2014)

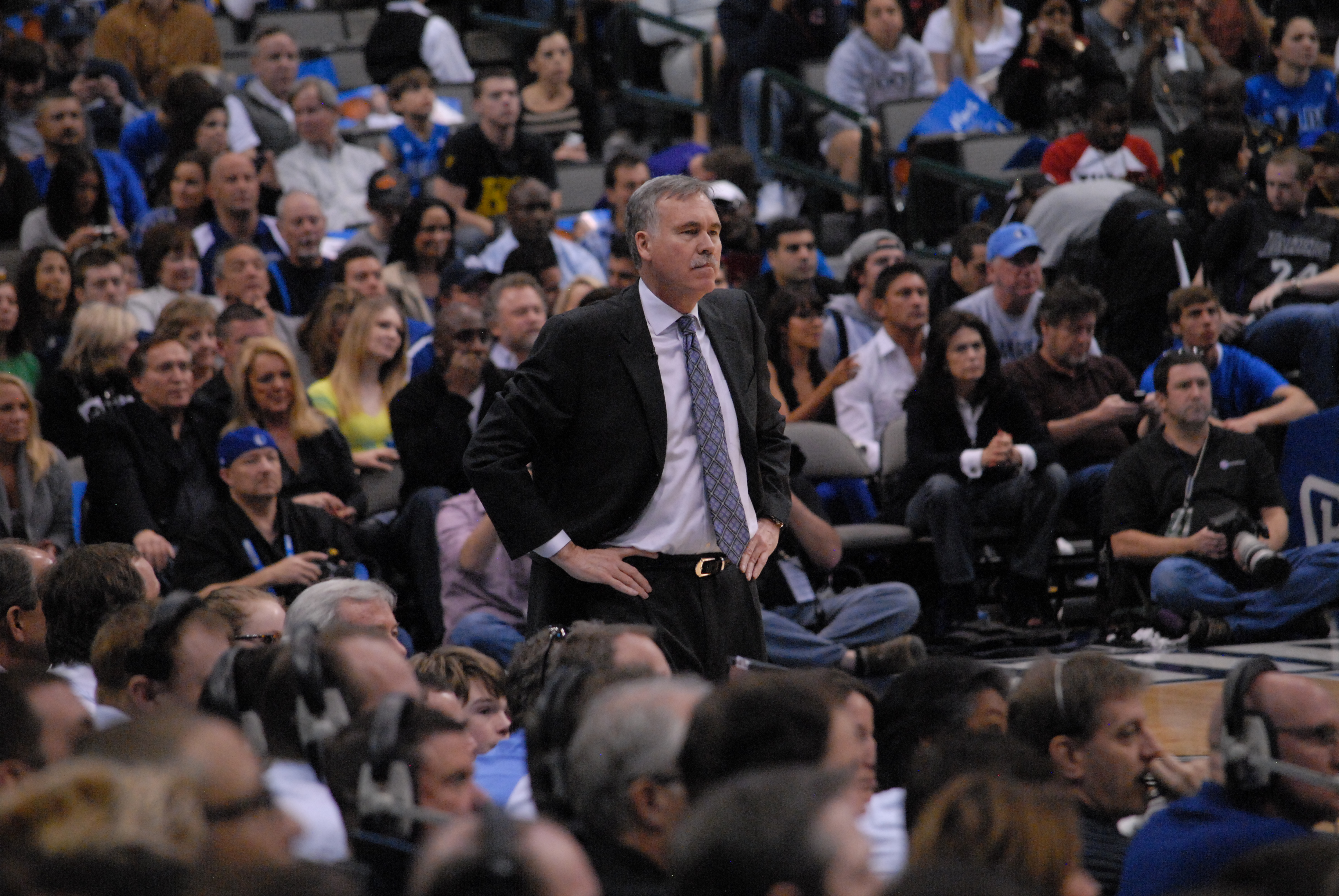
Mike D'Antoni en 2013

Le 12 novembre 2012 il devient entraîneur des Lakers de Los Angeles pour quatre années. Son contrat est annoncé à douze millions de dollars en trois ans, les Lakers ayant la possibilité de signer une saison complémentaire.
Malgré un effectif imposant, avec la présence de deux anciens MVP de la saison, Kobe Bryant et Steve Nash, et de quatre autres joueurs All-Star Metta World Peace, Pau Gasol, Dwight Howard, Antawn Jamison, les Lakers ne parviennent à se qualifier pour les playoffs que lors de la dernière journée de la série régulière, terminant finalement septième de la conférence avec un bilan de 45 victoires et 37 défaites, 40 victoires et 32 défaites sous la direction de Mike D'Antoni. Privés de Kobe Bryant, rupture du tendon d'achille, les Lakers s'inclinent sur un sweep, quatre défaites à zéro, face aux Spurs de San Antonio.
Au terme de la saison 2013-2014 terminée avec le second plus mauvais bilan de l'histoire des Lakers avec vingt-sept victoires pour cinquante-cinq défaites, il donne sa démission à la direction de la franchise.

#### Rockets de Houston (2016-2020)
Le 1er juin 2016, il signe un contrat de trois ans avec les Rockets de Houston.
Terminant 3e de l'Ouest grâce à un run & gun remis au goût du jour avec James Harden en maître à jouer (qui terminera 2e des votes du MVP), D'Antoni remporte le trophée d'entraîneur de l'année pour la deuxième fois de sa carrière.
Après la saison 2018-2019, les Rockets ont remporté plus de matchs au cours de ces trois saisons qu’au cours de toute période de trois ans de l’histoire de la franchise (173-73). Lors des playoffs 2018, D’Antoni a mené l’équipe à sa première finale de conférence depuis 2015. Il a accumulé le meilleur pourcentage de victoires parmi les différents entraîneurs de l'histoire de la franchise.
Le 30 mai 2019, après le démantèlement considérable du staff technique, D’Antoni a annoncé qu’il avait décidé de ne pas renouveler son contrat qui devait expirer après la saison 2019-2020. Cette saison est marquée par une utilisation du small ball maximale de la part D'Antoni. Après la période des transferts, l'effectif de l'équipe ne contient quasiment aucun pivot, à l'exception de Tyson Chandler, peu utilisé dans la rotation. La saison se termine à l'issue des demi-finales de conférence face aux Lakers de Los Angeles. Un jour suivant l'élimination, Mike D'Antoni déclare qu'il ne retournera pas au sein de la franchise au poste d'entraîneur.

#### Nets de Brooklyn (2020-2021)
Il rejoint les Nets de Brooklyn comme entraîneur adjoint en 2020 et les quitte à l'été 2021.

#### Pelicans de La Nouvelle-Orléans (depuis 2021)
D'Antoni rejoint les Pelicans de La Nouvelle-Orléans en août 2021 comme consultant.

## Palmarès

### Joueur
- 2× Euroligue en 1987, 1988
- 5× Champion d'Italie 1982, 1985, 1986, 1987, 1989
- 2× Coupe d'Italie 1986, 1987
- Coupe Korać 1985
- Coupe intercontinentale : 1987

### Entraîneur
- 2× Champion d'Italie 1997, 2002 avec Benetton Trévise
- Coupe d'Italie 1995 avec Benetton Trévise
- Coupe des Coupes 1995 avec Benetton Trévise
- Coupe Korać 1993 avec Olimpia Milan
- Entraîneur NBA de l'année 2005 et 2017

## Statistiques

### Statistiques de joueur
| Année     | Équipe | Matches | Matches | Min. | Tirs | Tirs | Tirs   | 3 pts | 3 pts | 3 pts | LF  | LF  | LF      | Rebonds | Rebonds | Rebonds | Rebonds | Pd  | Int | C   | Bp  | FP  | Points | Points |
| Année     | Équipe | MJ      | Tit     | Min. | R    | T    | %      | R     | T     | %     | R   | T   | %       | Rd      | Ro      | Moy.    | Tot.    | Pd  | Int | C   | Bp  | FP  | Tot.   | Moy.   |
| --------- | ------ | ------- | ------- | ---- | ---- | ---- | ------ | ----- | ----- | ----- | --- | --- | ------- | ------- | ------- | ------- | ------- | --- | --- | --- | --- | --- | ------ | ------ |
| 1973-1974 | KCO    | 52      |         | 19,0 | 2,1  | 5,1  | 40,2 % |       |       |       | 0,6 | 0,9 | 70,2 %  | 0,5     | 1,3     | 1,8     | 93      | 2,4 | 1,4 | 0,3 |     | 2,2 | 247    | 4,8    |
| 1974-1975 | KCO    | 67      |         | 11,3 | 1,0  | 2,6  | 39,9 % |       |       |       | 0,4 | 0,5 | 77,8 %  | 0,2     | 1,0     | 1,1     | 77      | 1,6 | 1,0 | 0,2 |     | 1,6 | 166    | 2,5    |
| 1975-1976 | KCK    | 9       |         | 11,2 | 0,8  | 3,0  | 25,9 % |       |       |       | 0,2 | 0,2 | 100,0 % | 0,4     | 1,1     | 1,6     | 14      | 1,8 | 1,1 | 0,0 |     | 2,0 | 16     | 1,8    |
| 1975-1976 | SSL    | 50      |         | 16,0 | 1,5  | 3,2  | 47,5 % | 0,0   | 0,1   | 0,0 % | 0,4 | 0,5 | 73,1 %  | 0,3     | 1,2     | 1,5     | 76      | 2,3 | 1,3 | 0,3 | 0,9 | 2,7 | 173    | 3,5    |
| 1976-1977 | SAS    | 2       |         | 4,5  | 0,5  | 1,5  | 33,3 % |       |       |       | 0,5 | 1,0 | 50,0 %  | 0,0     | 1,0     | 1,0     | 2       | 1,0 | 0,0 | 0,0 |     | 1,5 | 3      | 1,5    |

### Statistiques d'entraîneur
| Équipe | Année     | Saison régulière | Saison régulière | Saison régulière | Saison régulière | Saison régulière | Playoffs      | Playoffs  | Playoffs | Playoffs   | Playoffs        |
| Équipe | Année     | Matchs jouées    | Victoires        | Défaites         | % victoire       | Classement       | Matchs jouées | Victoires | Défaites | % victoire | Résultat        |
| ------ | --------- | ---------------- | ---------------- | ---------------- | ---------------- | ---------------- | ------------- | --------- | -------- | ---------- | --------------- |
| MIL    | 1990-1991 | 30               | 21               | 9                | 70,0 %           | 1er              | 10            | 6         | 6        | 60,0 %     | Finaliste       |
| MIL    | 1991-1992 | 30               | 22               | 8                | 73,3 %           | 3e               | 3             | 1         | 2        | 33,3 %     | Quart de finale |
| MIL    | 1992-1993 | 30               | 21               | 9                | 70,0 %           | 2e               | 3             | 1         | 2        | 33,3 %     | Quart de finale |
| MIL    | 1993-1994 | 30               | 18               | 12               | 60,0 %           | 5e               | 5             | 2         | 2        | 40,0 %     | Quart de finale |
| TRE    | 1994-1995 | 32               | 22               | 10               | 68,7 %           | 3e               | 9             | 5         | 4        | 55,6 %     | Finaliste       |
| TRE    | 1995-1996 | 32               | 21               | 11               | 65,6 %           | 3e               | 8             | 4         | 4        | 50,0 %     | Demi-finale     |
| TRE    | 1996-1997 | 26               | 22               | 4                | 84,6 %           | 1er              | 12            | 9         | 2        | 75 %       | Vainqueur       |
| TRE    | 2001-2002 | 36               | 28               | 8                | 77,8 %           | 2e               | 10            | 9         | 1        | 90,0 %     | Vainqueur       |

| Équipe   | Année     | Saison régulière | Saison régulière | Saison régulière | Saison régulière | Saison régulière | Playoffs      | Playoffs  | Playoffs | Playoffs   | Playoffs |
| Équipe   | Année     | Matchs jouées    | Victoires        | Défaites         | % victoire       | Classement       | Matchs jouées | Victoires | Défaites | % victoire | Résultat |
| -------- | --------- | ---------------- | ---------------- | ---------------- | ---------------- | ---------------- | ------------- | --------- | -------- | ---------- | --- |
| DEN      | 1998-1999 | 50               | 14               | 36               | 28,0 %           | 6e Midwest       |               |           |          |            | |
| PHO      | 2003-2004 | 61               | 21               | 40               | 34,4 %           | 6e Pacifique     |               |           |          |            | |
| PHO      | 2004-2005 | 82               | 62               | 20               | 75,6 %           | 1er Pacifique    | 15            | 9         | 6        | 60,0 %     | défaite en finale de conférence : Victoire face aux Grizzlies de Memphis 4-0 Victoire face aux Mavericks de Dallas 4-2 défaite face aux Spurs de San Antonio 4-1     |
| PHO      | 2005-2006 | 82               | 54               | 28               | 65,9 %           | 1er Pacifique    | 20            | 10        | 10       | 50,0 %     | défaite en finale de conférence : Victoire face aux Lakers de Los Angeles 4-3 Victoire face aux Clippers de Los Angeles 4-3 défaite face aux Mavericks de Dallas 4-2 |
| PHO      | 2006-2007 | 82               | 61               | 21               | 74,4 %           | 1er Pacifique    | 11            | 6         | 5        | 54,5 %     | défaite en demi-finale de conférence : Victoire face aux Lakers de Los Angeles 4-1 défaite face aux Spurs de San Antonio 4-2                                         |
| PHO      | 2007-2008 | 82               | 55               | 27               | 67,1 %           | 2e Pacifique     | 5             | 1         | 4        | 20,0 %     | défaite au premier tour : défaite face aux Spurs de San Antonio 4-1                                                                                                  |
| NYK      | 2008-2009 | 82               | 32               | 50               | 39,0 %           | 5e Atlantique    |               |           |          |            | |
| NYK      | 2009-2010 | 82               | 29               | 53               | 35,4 %           | 3e Atlantique    |               |           |          |            | |
| NYK      | 2010-2011 | 82               | 42               | 40               | 51,2 %           | 2e Atlantique    | 4             | 0         | 4        | 0,0 %      | défaite au premier tour : défaite face aux Celtics de Boston 4-0 |
| NYK      | 2011-2012 | 42               | 18               | 24               | 42,9 %           |                  |               |           |          |            | |
| LAL      | 2012-2013 | 72               | 40               | 32               | 55,6 %           | 3e Pacifique     | 4             | 0         | 4        | 0,0 %      | défaite au premier tour : défaite face aux Spurs de San Antonio 4-0                                                                                                  |
| LAL      | 2013-2014 | 82               | 27               | 55               | 32,9 %           | 5e Pacifique     |               |           |          |            | |
| HOU      | 2016-2017 | 82               | 57               | 27               | 67,1 %           | 2e Sud-Ouest     | 11            | 6         | 5        | 54,5 %     | défaite en demi-finale de conférence |
| HOU      | 2017-2018 | 82               | 65               | 17               | 79,3 %           | 1re Sud-Ouest    | 17            | 11        | 6        | 64.7 %     | défaite en finale de conférence |
| HOU      | 2018-2019 | 82               | 53               | 29               | 64,6 %           | 1re Sud-Ouest    | 11            | 6         | 5        | 54.5 %     | défaite en demi-finale de conférence |
| HOU      | 2019-2020 | 72               | 44               | 28               | 61,1%            | 1re Sud-Ouest    | 12            | 5         | 7        | 41,7 %     | défaite en demi-finale de conférence |
| Carrière | Carrière  | 1 199            | 674              | 527              | 56,2 %           |                  | 110           | 54        | 56       | 49,1 %     | |

### Vie privée
Mike D'Antoni est l'un des quatre enfants du couple formé par Lewis D'Antoni, ancien entraîneur de high school en Virginie-Occidentale, principal, ou chef d'établissement à la Mullens High School pendant onze ans et assistant du chef d'établissement à Chesapeake High School, et de Betty Jo. Son frère Dan D'Antoni devient lui aussi entraîneur en high school, puis officie en tant qu'assistant auprès de Mike D'Antoni chez les Suns de Phoenix, les Knicks de New-York. Leur sœur Katy Jo travaille également dans le système éducatif et est l'auteur de plusieurs livres sur le sujet de l'éducation. Mike d'Antoni a un autre frère nommé Mark D’Antoni.
Mike D'Antoni est marié à Laurel, rencontrée en 1984 lorsqu'il joue en Italie, alors qu'elle effectue un voyage dans le cadre de son métier de mannequin. Le couple a un seul fils nommé Mike.